# Sisaker Partisanenabteilung

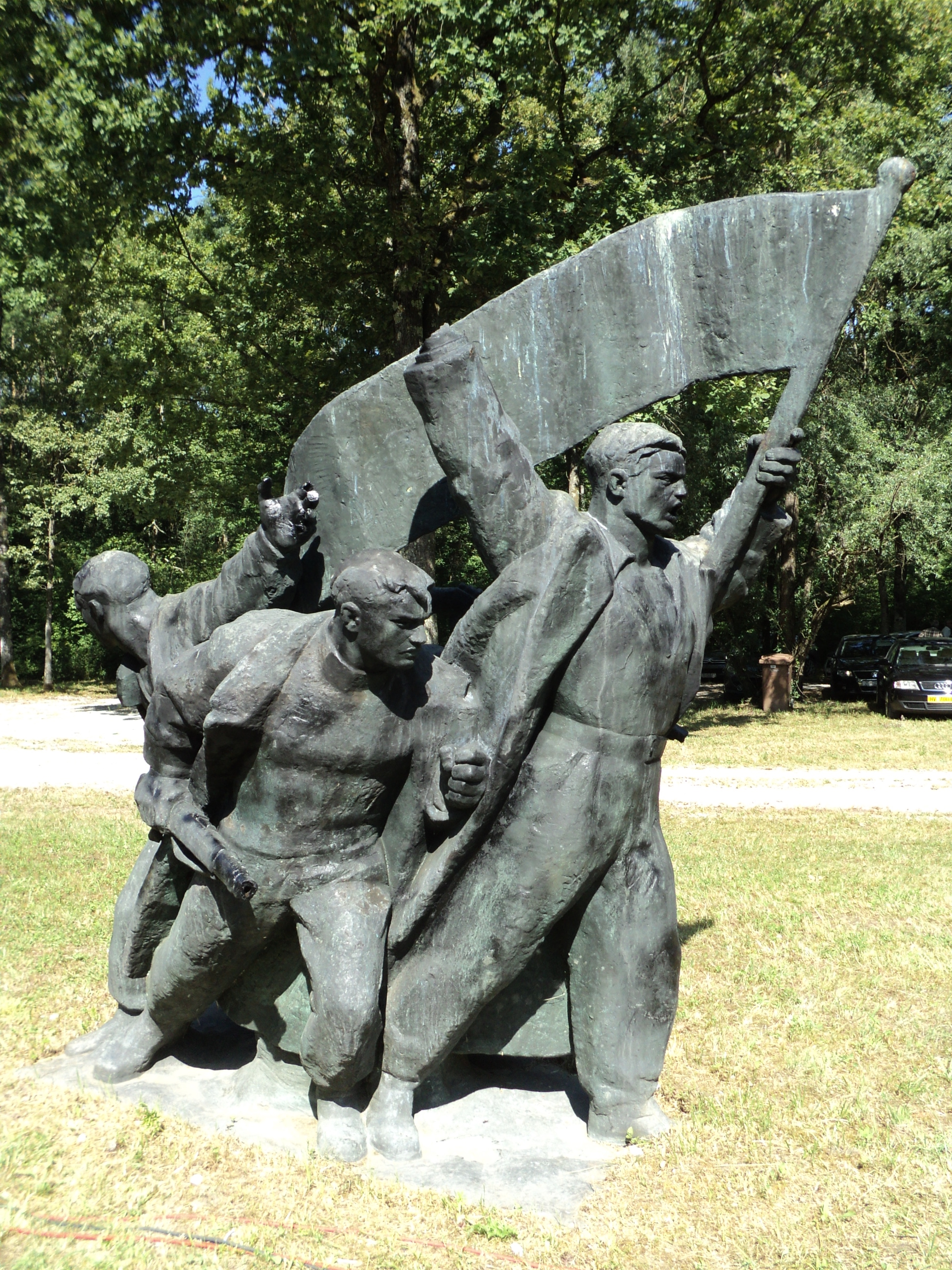
Bronzedenkmal Ustanak (Aufstand) des Bildhauers Frano Kršinić im Brezovica-Gedenkpark (2011)

Die Sisaker Partisanenabteilung (kroatisch Sisački partizanski odred), auch Erste Sisaker Partisanenabteilung (Prvi Sisački partizanski odred) oder Sisaker Volksbefreiungs-Partisanenabteilung (Sisački narodnooslobodilački partizanski odred) der Kommunistischen Partei Kroatiens wurde am 22. Juni 1941 in der Nähe von Sisak in Kroatien gegründet. Es war die erste bewaffnete Gruppe der Tito-Partisanen, die den militärischen Kampf gegen die deutsche und italienische Besatzungsmacht und ihre Verbündeten im besetzten Jugoslawien aufnahmen.

## Geschichte
Knapp drei Monate nach Beginn des deutschen Balkanfeldzugs und als Reaktion auf den deutschen Angriff auf die Sowjetunion formierte sich im Brezovica-Wald, in der Nähe von Žabno, einem Dorf bei Sisak die Sisaker Partisanenabteilung, auf Beschluss des Bezirkskomitees der Kommunistischen Partei Kroatiens. Der Einheit gehörten bei Gründung 39 Partisanen an, darunter auch Frauen, die meisten waren Mitglieder der örtlichen kommunistischen Partei. Später bestand die Einheit aus 77 Partisanen, davon 72 Kroaten, 3 Serben und 2 Slowenen.
Am Tag nach ihrer Gründung sabotierte die Sisaker Partisanenabteilung die Eisenbahnstrecke zwischen Sisak und Greda, später auch die zwischen Sisak und Caprag. In den folgenden drei Monaten verübte die Partisanenabteilung mehrere Sabotageakte auf Eisenbahn- und Telegraphenlinien in den Wäldern um Sisak. Die Partisanen griffen kommunale Gebäude in Topolovac und Palanjek an und erbeuteten dabei 29 Gewehre und 1200 Schuss Munition. Daneben organisierten sie illegale kommunistische Propaganda in Sisak und den umliegenden Dörfern.
Die Aktivitäten der Sisaker Partisanenabteilung beunruhigten die feindlichen Streitkräfte des Unabhängigen Staates Kroatien. Am 20. September 1941 griffen etwa 650 Mann der Ustascha und der Domobranen die Partisanen in den Wäldern von Zalukinja, Brezovica, Lukovica und Leklan in der Nähe von Sisak an. Daraufhin zogen sich die Partisanen in Richtung Sisak zurück, setzten zwischen den Dörfern Crnac und Caprag über die Save und entkamen in die Region Banija. Dort verbündeten sie sich mit den örtlichen Partisanen, aus denen sich zu dieser Zeit die Kaliner Volksbefreiungs-Partisanenabteilung (Kalinski NOP odred), das spätere Banijaer Partisanenbataillon (Banijski partizanski bataljon) formierte.

## Gedenken
Die Sisaker Partisanenabteilung wurde gegründet, bevor am 27. Juni 1941 das Zentralkomitee der Kommunistischen Partei Jugoslawiens bei einer Sitzung in Belgrad die Gründung des Hauptstabes der jugoslawischen Volksbefreiungsbewegung (Narodnooslobodilački partizanski odredi Jugoslavije, kurz NOPOJ) unter Titos Führung beschloss. Die Komintern ordnete die Gründung und Kampftätigkeit der jugoslawischen Partisanenverbände erst im Juli 1941 an. Aufgrund dessen wurde der Aufstand der Sisaker Partisanen in der offiziellen jugoslawischen Geschichtsschreibung weitgehend verschwiegen. Als erste Militäraktion bewaffneter Partisaneneinheiten galt vielmehr der Aufstand in Serbien im Juli 1941 unter der Führung Titos.
1959 wurde an dem angeblichen Gründungsort der Einheit ein kleines Denkmal errichtet und eine Ulme gepflanzt, da sich die Einheit angeblich unter einer solchen gegründet hätte. Nach dem Fall der Ulme Ende der 1970er Jahre wurde am 22. Juni 1981 der Brezovica-Gedenkpark mit einer überlebensgroßen Ulme aus Stahlbeton und weiteren Elementen errichtet. Das 1955 errichtete Bronzedenkmal Ustanak (Aufstand) des Bildhauers Frano Kršinić (1897–1982) in Sisak wurde 1991 in den Gedenkpark versetzt.
In Erinnerung an die Gründung der Sisaker Partisanenabteilung und den Beginn des Kampfes gegen die Besetzung wird alljährlich am 22. Juni in Kroatien der Tag des antifaschistischen Kampfes als nationaler Feiertag begangen.

## Bekannte Angehörige
- Vjekoslav Janić (1904–1991), bekannt als Vlado Janić Capo, erster Kommandant der Sisaker Partisanenabteilung, General der Jugoslawischen Volksarmee und Volksheld Jugoslawiens
- Janko Bobetko (1919–2003)[9], General der Jugoslawischen Volksarmee und der Kroatischen Streitkräfte
- Nada Dimić (1923–1942), jugoslawische Volksheldin